# Bezděčín (Batelov)
Bezděčín (německy Besdietschin) je malá vesnice, část městyse Batelov v okrese Jihlava. Nachází se asi 2 km na severozápad od Batelova. Prochází zde silnice II/639. Katastrální území vsi má rozlohu 3,53 km2  a má poněkud zavádějící název Bezděčín na Moravě. Katastrální území ve svých původních hranicích leželo na české straně historické zemské hranice Čech a Moravy. Původně neslo katastrální území vsi jen název Bezděčín . K 15. prosinci 2011 vstoupila v platnost úprava hranice tohoto katastru a Bezděčín od té doby mírně přesahuje na Moravu.

## Název
Název se vyvíjel od varianty na Bezdieczinie (1590), Bezdiecžin (1654, 1790). Místní jméno vzniklo přidáním přivlastňovací přípony -ín k osobnímu jménu Bezděka a znamenalo Bezděkův dvůr či Bezděkova ves.

## Historie
První písemná zmínka o obci pochází z roku 1400. Byl součástí panství Horní Cerekev. V roce 1911 tu tehdejší řídící učitel bezděčínské školy Karel Havelka založil sbor dobrovolných hasičů, který má k roku 2013 19 členů.
V letech 1869–1890 příslušela k městu Horní Cerekev, v letech 1900–1989 byla samostatnou obcí, od 1. července 1989 spadá jako místní část pod městys Batelov.

## Přírodní poměry
Bezděčín leží v okrese Jihlava v Kraji Vysočina. Ve středu se rozkládá oválná náves s rybníkem, která je obestavěná zemědělskými usedlostmi se štítově řazenými obytnými domy. Nachází se 1,5 km západně od Batelova, 2 km severovýchodně od Švábova a 3,5 km východně od Horní Cerekve. Geomorfologicky je oblast součástí Česko-moravské subprovincie, konkrétně Křemešnické vrchoviny a jejího podcelku Pacovská pahorkatina, v jejíž rámci spadá pod geomorfologický okrsek Rohozenská kotlina. Průměrná nadmořská výška činí 552 metrů. Nejvyšší bod, Na Kopci (630 m n. m.), leží severozápadně od vsi. Severní hranici tvoří Hraniční potok, jižní pak Škrobárenský rybník na řece Jihlavě. Severně od vsi stojí Parkanovský rybník.

## Obyvatelstvo
Podle sčítání 1930 zde žilo v 33 domech 186 obyvatel. 186 obyvatel se hlásilo k československé národnosti. Žilo zde 182 římských katolíků, 3 evangelíci a 1 žid.
| Rok            | 1869 | 1880 | 1890 | 1900 | 1910 | 1921 | 1930 | 1950 | 1961 | 1970 | 1980 | 1991 | 2001 | 2011 | 2021 |
| -------------- | ---- | ---- | ---- | ---- | ---- | ---- | ---- | ---- | ---- | ---- | ---- | ---- | ---- | ---- | ---- |
| Počet obyvatel | 220  | 171  | 183  | 199  | 198  | 206  | 186  | 133  | 154  | 145  | 135  | 120  | 99   | 89   | 98   |
| Počet domů     | 25   | 25   | 26   | 22   | 28   | 28   | 33   | 28   | 31   | 30   | 31   | 33   | 37   | 39   | 36   |

## Hospodářství a doprava

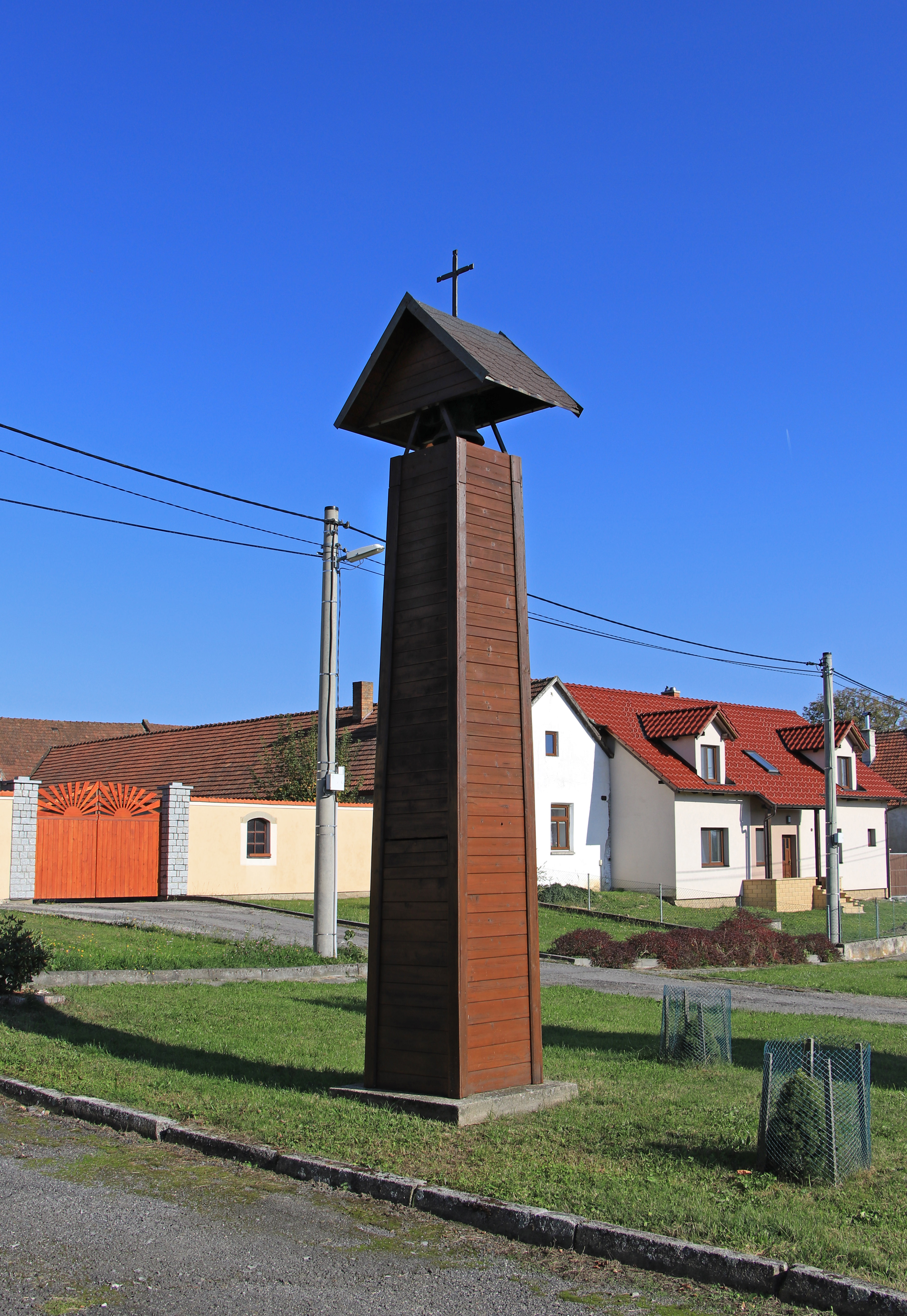
Dřevěná zvonice na návsi

V obci sídlí firma Škrobárny Pelhřimov, a.s. Místní zemědělec Vladimír Kameník poskytuje ubytování na své farmě v jedné z usedlostí. Obcí prochází silnice II. třídy č. 639 z Horní Cerekve do Batelova. Dopravní obslužnost zajišťují dopravci ICOM transport, AZ BUS & TIR PRAHA a ČSAD Jindřichův Hradec. Autobusy jezdí ve směrech Dačice, Telč, Pelhřimov, Praha, Kamenice nad Lipou, Počátky, Jihlava, Batelov, Lovětín, Jindřichův Hradec a Jemnice. Obcí prochází cyklistická trasa Greenway ŘV z Řeženčic do Batelova.

## Školství, kultura a sport
Děti dojíždějí do základní školy v Batelově. Působí zde Sbor dobrovolných hasičů Bezděčín.

## Pamětihodnosti
- Boží muka stojí na západním kraji vsi. Barokní toskánský sloup s plnou hranolovou kaplicí pochází z roku 1727.[10]
- Pamětní kámen se nachází v lese nad vsí
- Kaplička z 20. století[22]

## Další fotografie

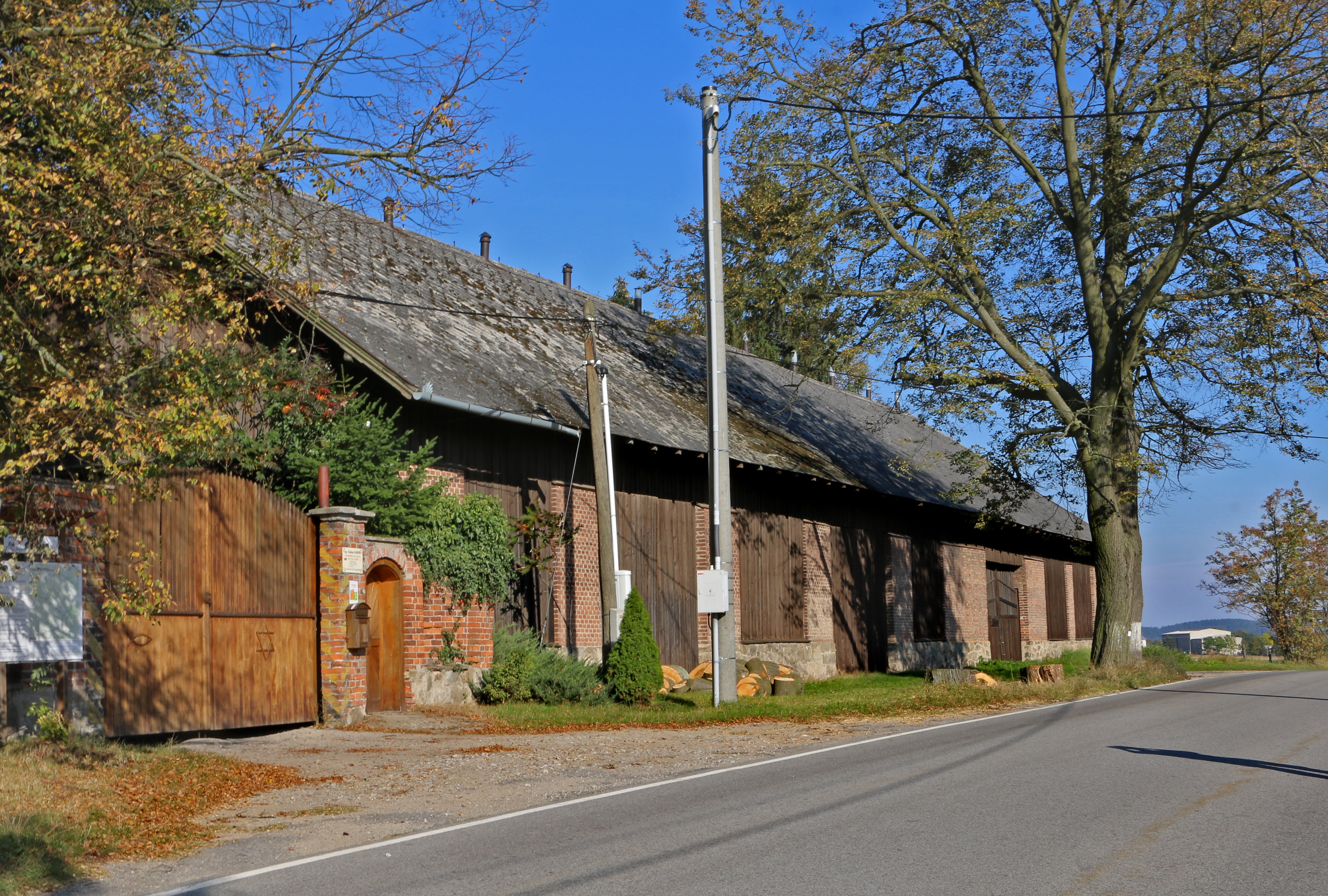
Stodola na východě vesnice
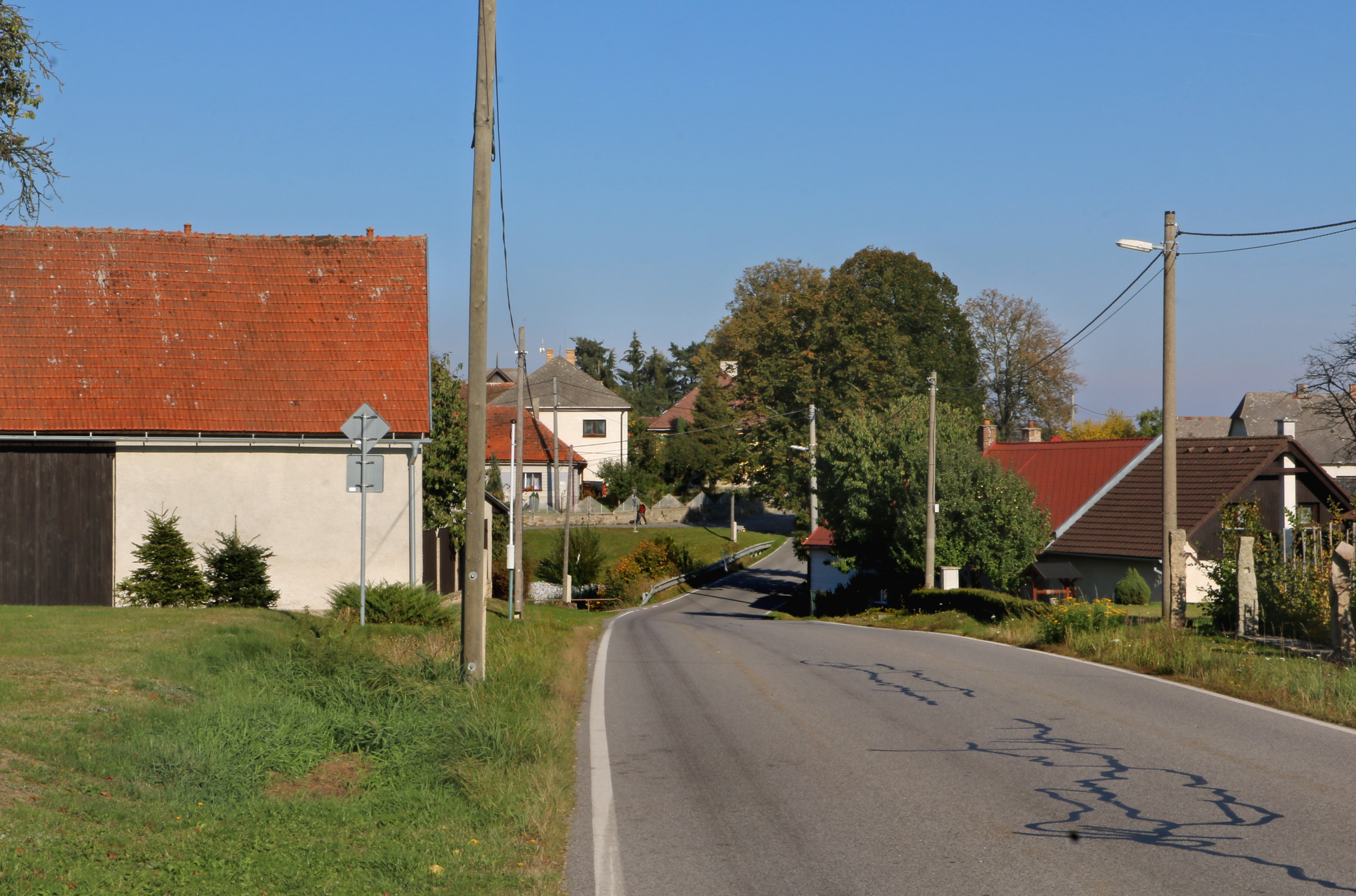
Silnice II/639
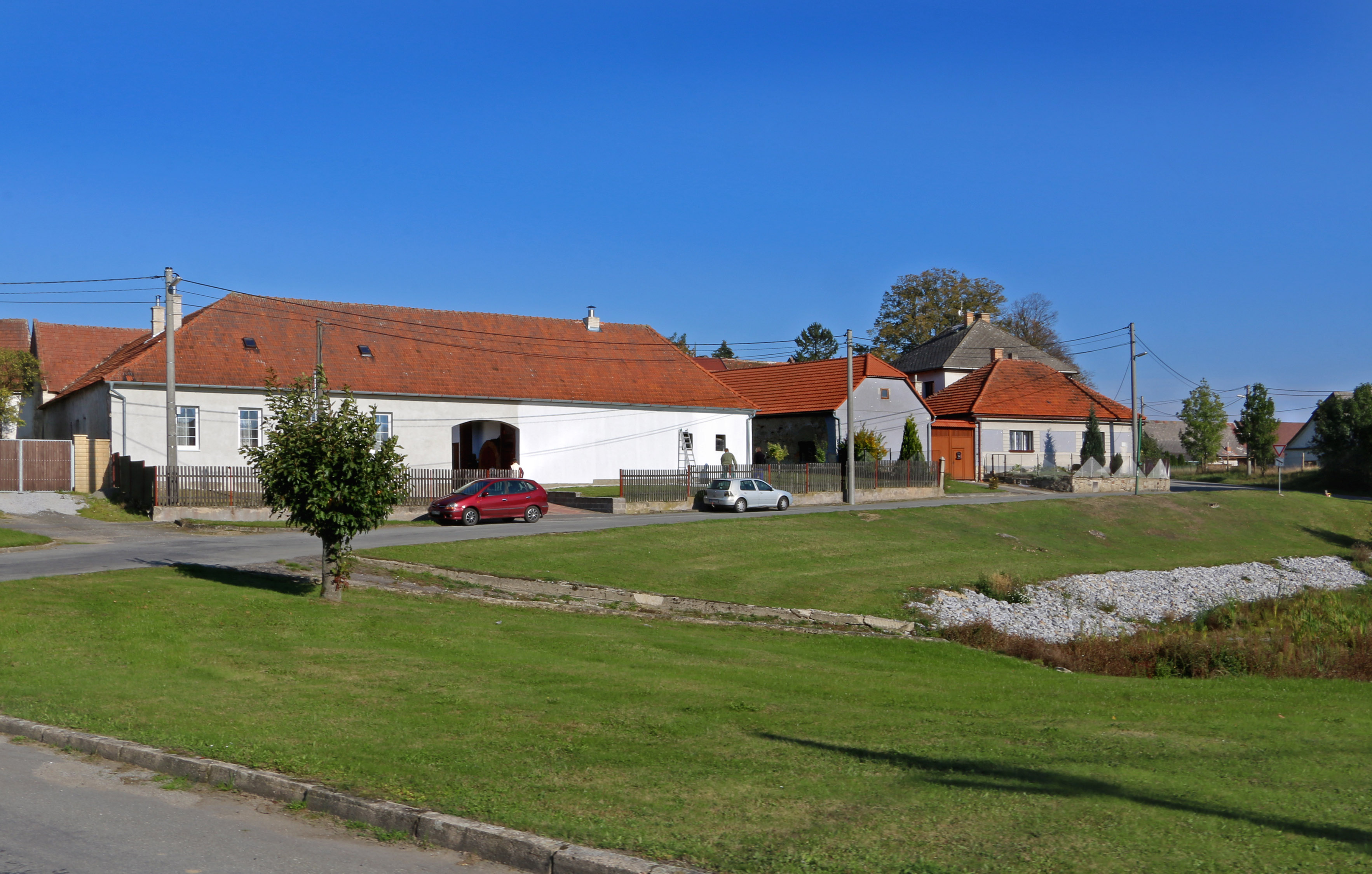
Jižní část návsi
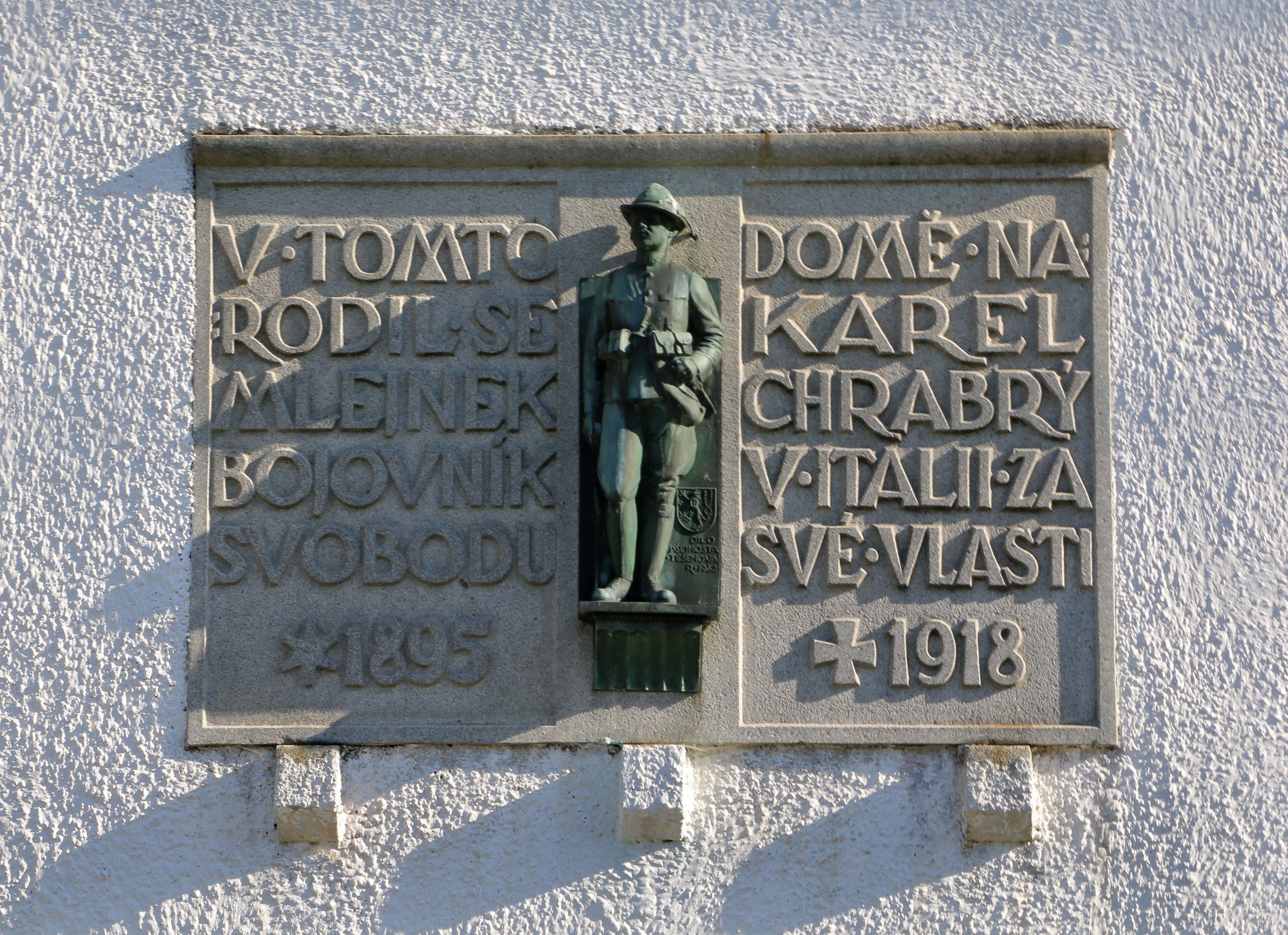
Pamětní deska Karlu Mlejnkovi